# 吉富昭仁
吉富 昭仁（よしとみ あきひと）は、日本の漫画家。宮崎県出身。代表作に『EAT-MAN』『RAY』『BLUE DROP』など。

## 来歴
中学生のとき、付けペンを使い本格的に絵を描き始める。『週刊少年ジャンプ』の新人賞に鳥山明が審査員を務める回を狙い作品を投稿したが、箸にも棒にもかからなかった。高校生のとき、『コンプティーク』連載のSFライトノベル「パンゲア」の挿絵でデビュー。『ローンナイト』が初のオリジナル連載作品となる。
1996年から2003年に『電撃コミックガオ!』で連載された「EAT-MAN」は2回アニメ化され、初期の代表作となる。
デビューから25年ほど経ったころに受けたインタビューでは、臨機応変に変化を続けたことが、画業を続けてこられた秘訣なのではないかと答えている。実際、百合やボーイズラブも手掛けるなど、年々活動の場を広げている。

## 作風
作品は1話完結であることが多い。話をオチから考える（帰納法）ことが多いために短編向きなのだろうと述べているほか、飽きやすい性格なので次は全く別の話にしたいということが度々あるとも語る。連載を始めたころ、週刊誌は次に繋げて盛り上げられるが、月刊誌でそれをやられても困るため1話で終わらせるよう、当時の編集者から叩き込まれたことが強烈に残っているのだろうという。
弱点として、話をまとめるのはうまいが、そのまとめ癖のせいで小さくおさまっていると指摘されているという。弱点なので直さなければならないと考えていたが、悪いまとめ癖はどうしても出てしまうため、「どんなに伏線がとっちらかっても回収できるのか」と逆に考えるようになり、恐らくできるという自信もあったという。

## 作品リスト

### 漫画

#### 連載
- ローンナイト（『月刊コミックコンプ』『コンプRPG』）
  - ローンナイト2（『月刊電撃コミックガオ!』）
- EAT-MAN（『月刊電撃コミックガオ!』）
  - EAT-MAN THE MAIN DISH（『月刊少年シリウス』2014年7月号 - 2019年8月号）
- RAY（『チャンピオンRED』2002年10月号 - 2005年8月号）
  - RAY -THE OTHER SIDE-（『チャンピオンRED』2006年5月号 - 9月号）
- GATE RUNNER（『チャンピオンRED』2006年1月号 - 10月号）
- AVENGER（『月刊電撃コミックガオ!』2004年1月号・2月号〈短期連載〉）同名アニメの漫画版で、DVD第6巻初回版に収録。
- スクール人魚（『週刊少年チャンピオン』、『チャンピオンRED』2013年3月号 - 11月号、2016年9月号 - 2018年2月号）
- BLUE DROP 〜天使の僕ら〜（『チャンピオンRED』2007年4月号 - 2008年3月号）
- ツレビト（『月刊マガジンZ』）
- 熱帯少女（『コミック百合姫S』）
- ふたりとふたり（『コミック百合姫S』Vol.9(2009年6月発売) - Vol.13(2010年6月発売)）
- 地球の放課後（『チャンピオンRED』2009年9月号 - 2012年7月号）
- しまいずむ（『つぼみ』Vol.1 - Vol.21）
- バランスポリシー（『チェンジH』→『トランススイッチ』、第3号：yellow - 第11号：2014SPRING）
- さくらデバイス（『ヤングコミックチェリー』→『ヤングコミック』、2013年7月号 - 2014年11月号）
- ニュートラルハーツ（『S-Fマガジン』2013年10月号〈2013年8月発行〉 - 、不定期連載）
- サイボーグ009VSデビルマン BREAKDOWN（『水曜日のシリウス』2015年10月 - 2016年2月）
- リリィシステム（『ヤングコミック』2017年7月号 - 2019年3月号）
- 迷宮日和（『Nemuki+』2018年5月号 - 2023年1月号）
- 杉並区立魔法女学園 平和維持部（『Ohta Web Comic』2018年7月24日[5] - 2018年11月13日[6]）
- 今日から未来（『ふらっとヒーローズ』2019年10月18日[7] - 2023年2月10日[8]）
- 24区の花子さん（『チャンピオンRED』2020年3月号[9] - 2022年6月号、全28話）
- 漂流日和（『Nemuki+』2023年5月号[10] - 2025年1月号[11]）
- モンティパラダイス -意地悪な王様と秘密の記憶-（『コミプレ-Comiplex-』2023年4月21日[12] - ）

#### 読切
- ブラック・ジャック - 吉富昭仁版 -（『チャンピオンRED』2005年1月号）
- 神子-KAMINOKO-（『BLUE DROP』に収録）
- 海人-KAIJIN-（『BLUE DROP』に収録）
- 迷宮日和（『ヤングガンガン』2009年 増刊Vol.5）
- 秘密の穴（『アオハル』0号）
- 東京少女（『ヤングコミック』2016年7月号）
- 24区の花子さん（『チャンピオンRED』2019年10月号）
- 20years（『チャンピオンRED』2022年10月号）
- Onion Shampoo_hamburgirls（『マンガクロス』2023年3月29日）

#### 書籍
- ソーサリアンシリーズ、角川書店
  - 『失われたタリスマン』、1988年、全1巻
  - 『呪われたクイーンマリー号』、1990年、全1巻
- 『ローンナイト』、コンプコミックス 1991年 - 1992年、全3巻
  - 『ローンナイト2』、電撃コミックス 1992年 - 1994年、全5巻
- 天才てれびくん
  - 『恐竜惑星』、1995年、全2巻
  - 『アリス探偵局』、1995年、全1巻
- 『EAT-MAN』、メディアワークス〈電撃コミックス〉1996年 - 2003年、全19巻
  - 『EAT-MAN THE MAIN DISH』、2014年 - 2019年、全6巻
- 吉富昭仁秀作集、アスキー・メディアワークス
  1. 『サイファ戦記ビット -』、1999年、全1巻
  2. 『ラブラブキュート -』、2000年、全1巻
- 『RAY』、秋田書店〈チャンピオンREDコミックス〉 2003年 - 2005年、全7巻
  - 『RAY+』、秋田書店〈チャンピオンREDコミックス〉 2006年、全1巻
- 『BLUE DROP 吉富昭仁作品集』、メディアワークス〈電撃コミックス〉 2006年、全1巻
  - 『BLUE DROP 〜天使の僕ら〜』、秋田書店〈チャンピオンREDコミックス〉 2007年 - 2008年、全2巻
- 『GATE RUNNER』、秋田書店〈チャンピオンREDコミックス〉 2006年、全2巻
- 『ツレビト』、講談社〈マガジンZコミックス〉 2007年 - 2008年、全4巻
- 『熱帯少女』、一迅社〈IDコミックス 百合姫コミックス〉 2009年、全1巻
- 『地球の放課後』、秋田書店〈チャンピオンREDコミックス〉 2010年 - 2012年、全6巻
- 『しまいずむ』、芳文社〈まんがタイムKRコミックス つぼみシリーズ〉 2010年 - 2013年、全3巻
- 『ふたりとふたり』、一迅社〈IDコミックス 百合姫コミックス〉 2010年、全1巻
- 『バランスポリシー』、少年画報社〈TSコミックス〉 2012年 - 2014年、全2巻
- 『スクール人魚』、秋田書店〈チャンピオンREDコミックス〉 2013年 - 2018年、全5巻
- 『へんなねえさん』、太田出版〈F COMICS〉 2013年、全1巻
- 『杉並区立魔法女学園平和維持部』、太田出版 2019年、全1巻
- 『リリィシステム』、少年画報社〈ヤングキングコミックス〉 2019年、全1巻
- 『今日から未来』、ヒーローズ 2020年[13] - 2023年、全4巻
- 『24区の花子さん』、秋田書店〈チャンピオンREDコミックス〉2020年[14] - 2022年[15]、全4巻
- 『迷宮日和』、朝日新聞出版〈Nemuki+コミックス〉、2023年[16]、全1巻
- 『モンティパラダイス -意地悪な王様と秘密の記憶-』、ヒーローズ〈ヒーローズコミックス ふらっと〉、2023年 - 、既刊3巻

### 小説挿絵
- パンゲア（1989年 - 1991年、松枝蔵人）
- サイバーナイト（1990年 - 1992年、山本弘）

### ゲーム
- イルバニアンの城（1994年、スーパーファミコン）販促冊子内のコミック
- Cybernetic EMPIRE（1999年、PlayStation）キャラクターデザイン

### 画集
- 『吉富昭仁 キャラクタースケッチ 10Years』2022年2月8日発売[17]、ISBN 978-4-7661-3646-3